# Segundo Tejado Muñoz
Segundo Tejado Muñoz (Madrid, España, 16 de febrero de 1960) es un sacerdote católico español.

## Biografía
Nacido en Madrid el 16 de febrero de 1960, profesor de "Fotografia y procesos de reproducción" en las Escuelas de Artes y Oficios de Ávila y Madrid entre los años 1983-1987. Desde 1976 forma parte del Camino Neocatecumenal en la primera comunidad de la parroquia S. Roque de Madrid. En 1987 se trasladó a Italia, donde cursó sus estudios de filosofía y teología en la Pontificia Universidad Gregoriana. El 24 de abril de 1992 fue ordenado sacerdote incardinado en la diócesis de Roma, obtuvo la licenciatura en Historia de la Iglesia, historia del arte cristiano, bajo la dirección del P. Heinrich Pfeiffer sj.
Inició su ministerio pastoral como formador del Seminario Diocesano Misionero Redemptoris Mater de Roma y seguidamente, como vicario parroquial de la parroquia de Sant'Anna a Morena durante diversos años. 
En 1993 fue enviado a Albania como sacerdote misionero Fidei Donum. En Albania desempeñó los cargos de párroco en el pueblo de Delbinisht, responsable de la Oficina Diocesana para los Movimientos y Asociaciones, director nacional de Caritas Albania, párroco en la Catedral de San Pablo en Tirana y subsecretario de la Conferencia Episcopal albanesa entre 1993 y 2003.
En ese último año fue llamado por el papa Juan Pablo II para prestar servicio como oficial del Pontificio Consejo Cor Unum, donde también es miembro de la Fundación Populorum Progressio para América Latina y representante de dicho Consejo ante Caritas Internationalis.
El 5 de enero de 2011 es nombrado por el papa Benedicto XVI subsecretario del Pontificio Consejo Cor Unum y Prelado de honor de Su Santidad desde 2015. El 1 de enero de 2017, el Pontificio Consejo Con Unum viene absorbido en el nuevo Dicasterio para el Servicio del Desarrollo Humano Integral, del cual se convierte en Subsecretario Delegado. 
Encargado de encabezar y coordinar múltiples misiones humanitarias como el terremoto en Haití (2010), el Tsunami de Japón (2011), el tifón Haiyan en Filipinas (2013), y entre las últimas, la misión de la Santa Sede de ayuda urgente tras el Terremoto de Ecuador de 2016, donde visitó las diócesis más afectadas y se reunió para evaluar y aprobar la financiación de ayudas para los damnificados.
El 8 de julio de 2017 es nombrado Subsecretario del Dicasterio para el Servicio del Desarrollo Humano Integral. Es miembro del Consejo de Administración de la Fundación Vaticana "Mondo Unito" y de la Fundación "Populorum Progressio" para Iberoamérica. Desde 2019 es miembro de la Comisión Pontificia para las actividades del sector sanitario de las personas jurídicas públicas de la Iglesia.
Ha publicado diversos artículos en revistas especializadas en argumentos de ayuda humanitaria, desarrollo y teología de la caridad.
En enero de 2023, a término del contrato Ad experimentum de cinco años, acaba su colaboración en la Santa Sede. En febrero de 2022 es nombrado Formador del Seminario Redemptoris Mater de Roma y profesor de la Universidad Itinerante Redemptoris Mater, así como asistente del Equipo Internacional del Camino Neocatecumenal.